# William Wallace Denslow
William Wallace Denslow, spesso abbreviato W. W. Denslow (Filadelfia, 5 maggio 1856 – New York, 29 marzo 1915), è stato un illustratore e caricaturista statunitense ricordato principalmente per aver illustrato Il meraviglioso mago di Oz (1900) di L. Frank Baum.

## Biografia

### Formazione e primi anni di carriera
Denslow nacque nel 1856 a Filadelfia ed era figlio di un grossista di tabacco. Denslow studiò alla National Academy of Design e alla Cooper Union di New York per un breve periodo e si formò e studiò principalmente da autodidatta. Negli anni ottanta dell'Ottocento, Denslow lavorò come artista e giornalista in varie città degli USA; infine, decise di rimanere a Chicago quando vi giunse in occasione della Fiera Colombiana del 1893. Sempre negli stessi anni, Denslow illustrò dei poster, curò il design di libri ed ex libris, e fu il primo artista invitato a lavorare per la Roycroft Press.

### Successo

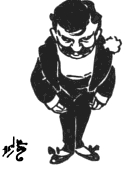
Caricatura di Baum realizzata da Denslow (1899)

Si pensa che Denslow e Frank L. Baum si fossero conosciuti presso il Chicago Press Club, di cui erano entrambi membri. Oltre al Mago di Oz, i libri di Baum illustrati da Denslow comprendono By the Candelabra's Glare (1897), Father Goose: His Book (1899) e Dot and Tot of Merryland (1901). Baum e Denslow detenevano congiuntamente i diritti d'autore della maggior parte di queste opere. Nel 1902, Denslow e Baum collaborarono alla stesura dell'adattamento teatrale del Mago di Oz, per il quale Baum scrisse la sceneggiatura e Denslow realizzò le scene e i costumi. Tuttavia, a causa di un alterco sui diritti d'autore inerenti allo spettacolo, i due interromperanno la loro collaborazione.
Denslow aveva intanto illustrato una raccolta di filastrocche tradizionali intitolata Denslow's Mother Goose (1901), e Denslow's Night Before Christmas (1902) e una serie di diciotto libri intitolata Denslow's Picture Books (1903–04). Durante il primo decennio del ventesimo secolo, Denslow usò i diritti d'autore sui disegni dei libri di Baum per creare strisce a fumetti con Father Goose, lo spaventapasseri e l'uomo di latta. La striscia, intitolata Denslow's Scarecrow and [the] Tin Man, aveva lo scopo di promuovere un imminente sequel del Mago di Oz che Baum stava scrivendo. Nel frattempo uscirono altre due strisce a fumetti intitolate Queer Visitors from the Marvelous Land of Oz e Billy Bounce, il cui protagonista anticipa gli odierni supereroi. Grazie alle ricchezze accumulate, Denslow poté acquistare Bluck's Island, nelle Bermuda, e si auto-proclamò re del luogo.

### Morte
Denslow morì di polmonite il 29 marzo 1915 al Knickerbocker Hospital di New York e fu sepolto nel cimitero di Kensico.

## Galleria d'immagini

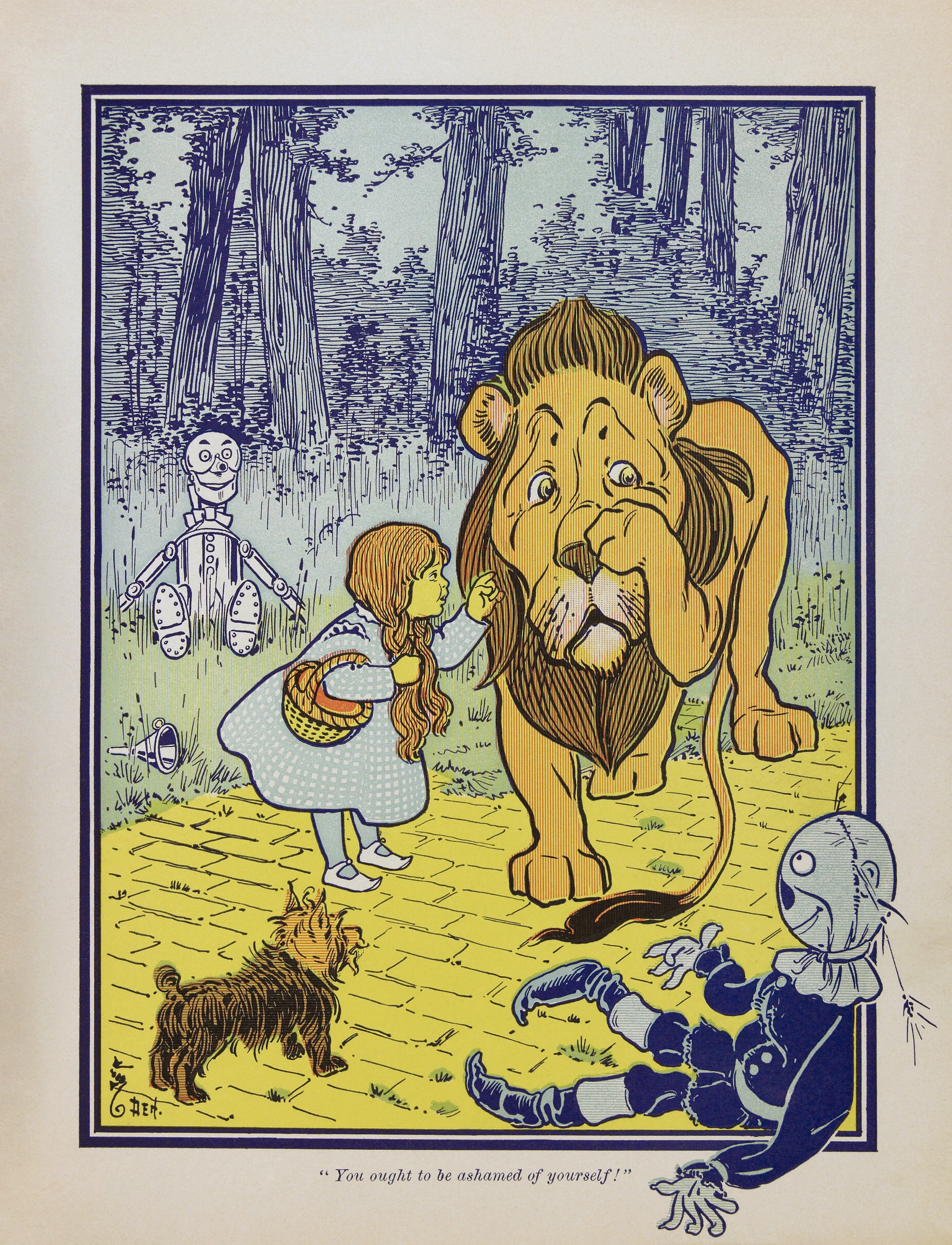
Illustrazione del leone codardo apparsa nella prima edizione de Il meraviglioso mago di Oz
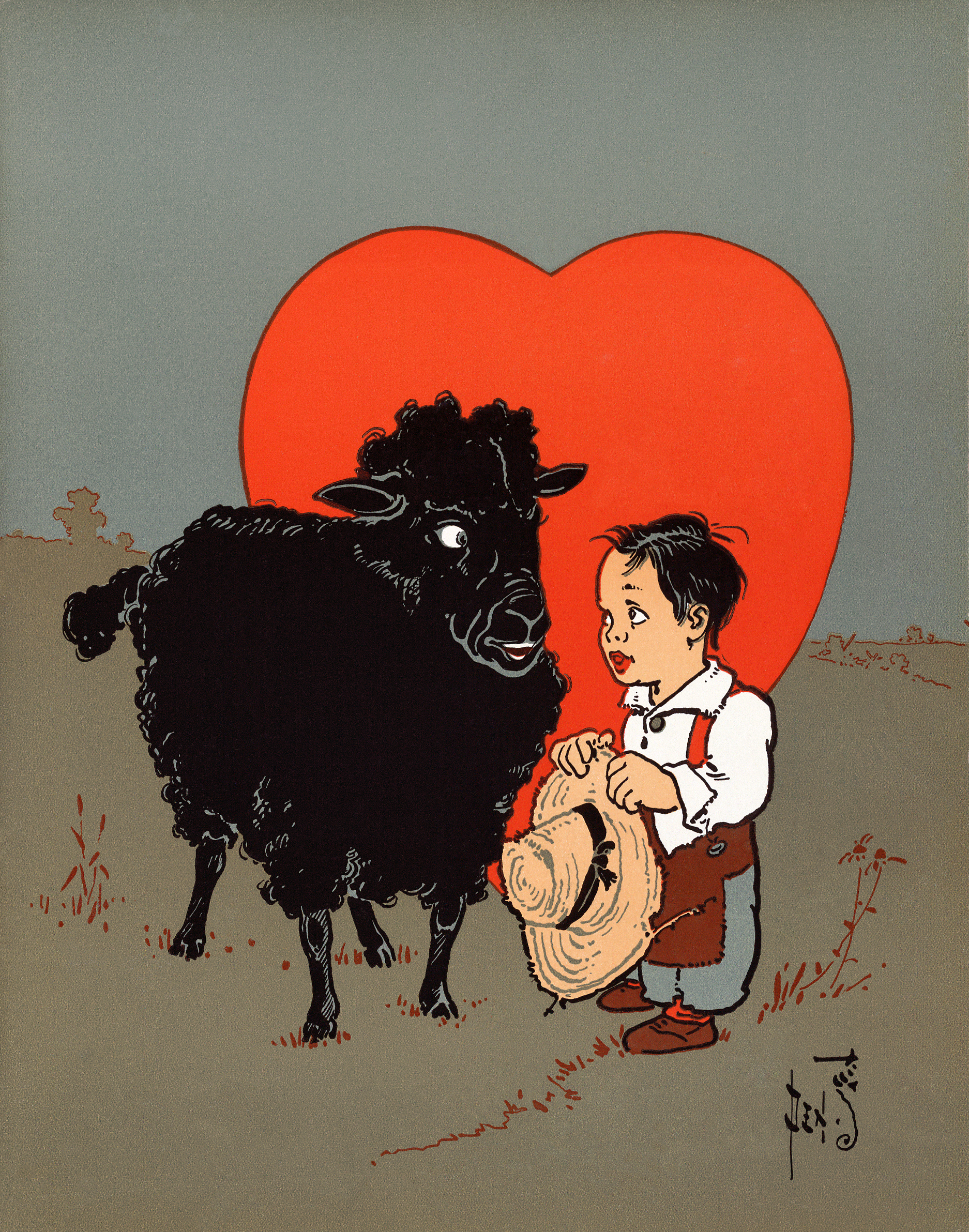
Illustrazione della pecora nera presente sull'edizione del 1901 di Mother Goose
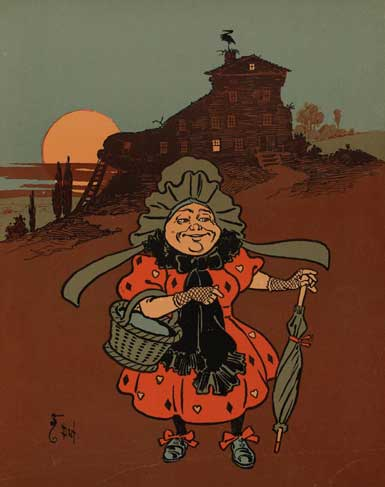
La donna anziana della filastrocca There Was an Old Woman Who Lived in a Shoe presente sull'edizione del 1901 di Mother Goose
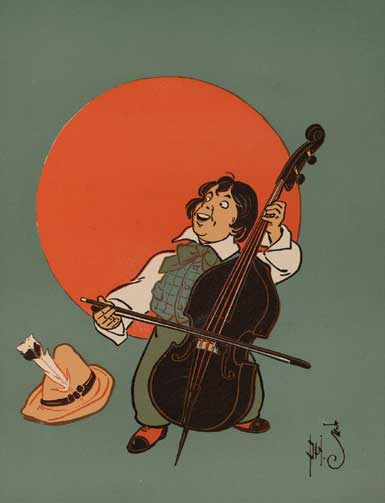
Little Tom Tucker presente sull'edizione del 1901 di Mother Goose
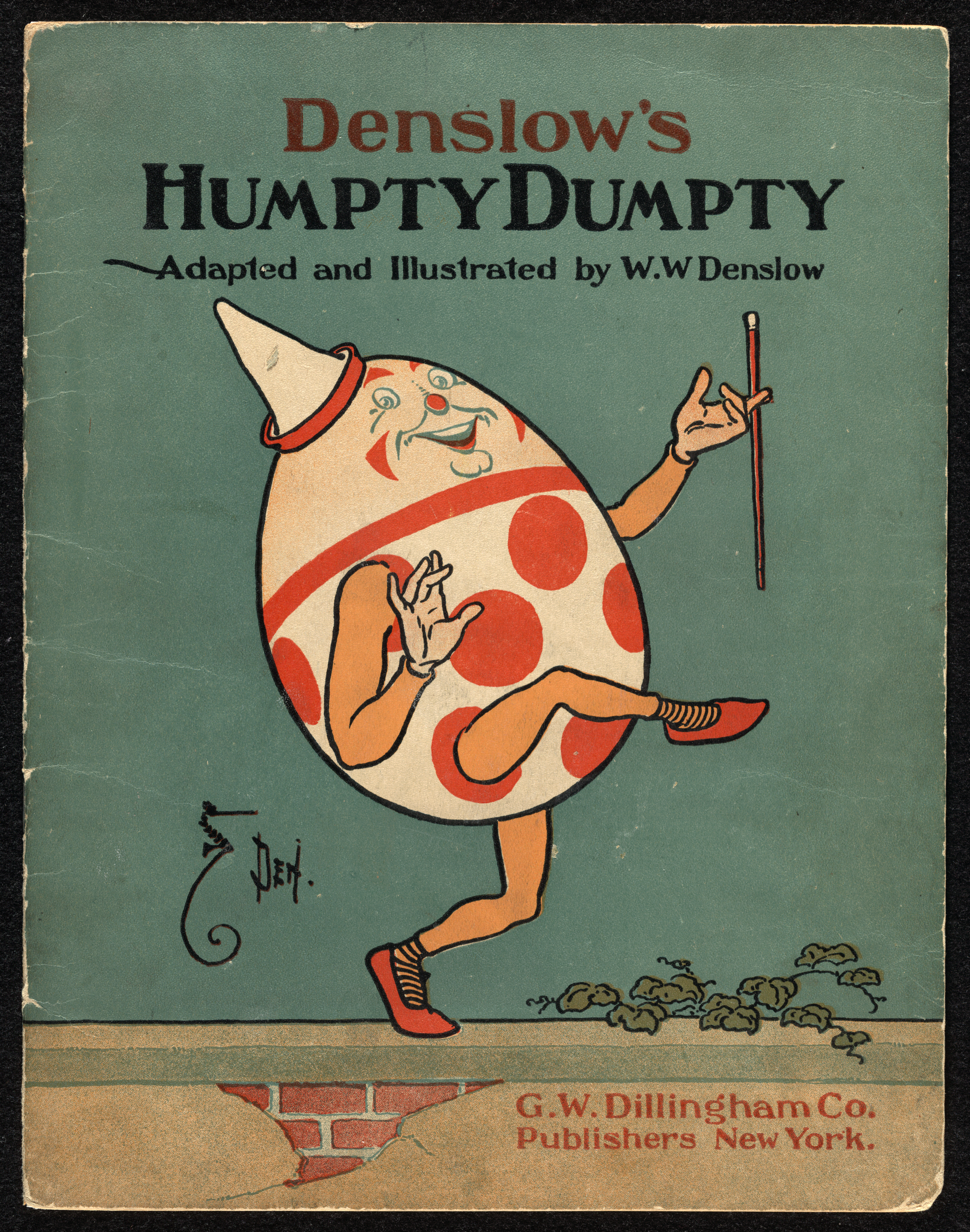
Illustrazione del 1904 raffigurante Humpty Dumpty